# Thorectes castillanus
Thorectes castillanus är en skalbaggsart som beskrevs av Lopez-colon 1985. Thorectes castillanus ingår i släktet Thorectes och familjen tordyvlar. Inga underarter finns listade i Catalogue of Life.